# Старосельське Лісництво
Старосельське Лісництво (рос. Старосельское Лесничество) — село в Хвастовицькому районі Калузької області Російської Федерації.
Населення становить 10 осіб. Входить до складу муніципального утворення Село Кудрявець.

## Історія
Від 2004 року входить до складу муніципального утворення Село Кудрявець

## Населення
| 2002 | 2010 |
| ---- | ---- |
| 5    | ↗10  |